# Svěcení Rusi

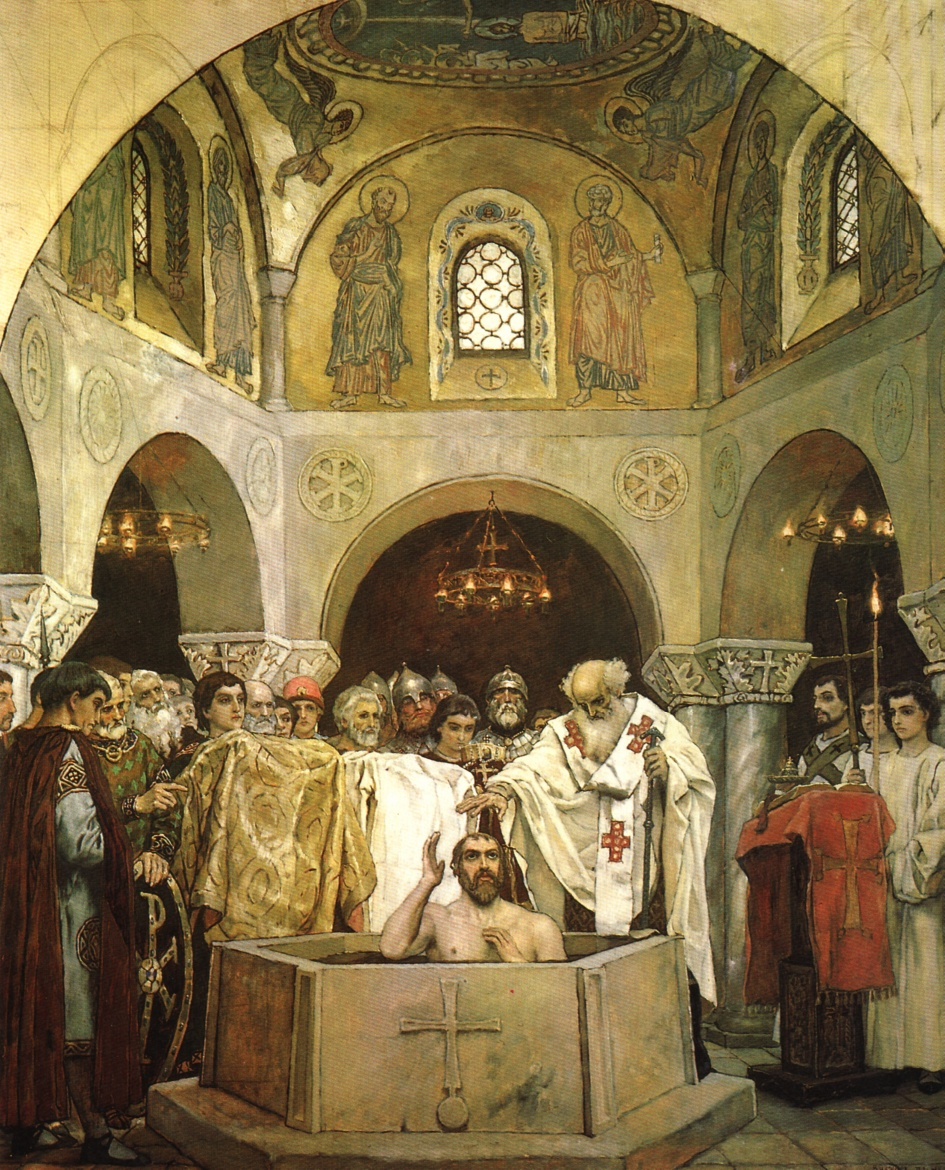
Freska «křest knížete Vladimíra». V. M. Vasněcov Vladimírský chrám (Kyjev) (konec 80. let 19. století)

Svěcení n. křest Rusi (ukrajinsky Хрещення Русі; rusky Креще́ние Руси́) je zavedení křesťanství jako státního náboženství na Kyjevské Rusi, které se událo na konci 10. století za vlády knížete Vladimíra I. Svjatoslvaviče (sv. Vladimír).
Prameny se rozcházejí v určení přesného data vysvěcení. Tradičně se událost podle letopisné chronologie vztahuje k roku 988 a považovat jej zároveň za oficiální počátek ruské pravoslavné církve (někteří badatelé předpokládají, že svěcení Rusi se odehrálo později: v roce 990 nebo 991).
Podle autorů se termínem chápe rovněž jako proces rozšíření křesťanství na Rusi v 11.–12. století.
Proces christianizace národů ruského impéria byl dlouhodobý proces, trvající po následujících devět století.